# Fine by Me (Chris Brown)
Fine by Me è un brano del cantante statunitense Chris Brown, estratto come quarto singolo dal suo settimo album in studio Royalty, pubblicato il 27 novembre 2015 dall'etichetta discografica RCA Records.

## Pubblicazione
Il 27 novembre 2015, Brown avrebbe dovuto pubblicare il suo settimo album in studio, Royalty; a causa di un ritardo di natura sconosciuta, la data di pubblicazione è stata posticipata al 18 dicembre 2015 e l'album è stato reso disponibile in preordine su iTunes. Il singolo Fine by Me è stato pubblicato il 27 novembre 2015 in formato digitale su iTunes insieme al preordine di Royalty.

## Videoclip
L'uscita di Fine by Me è stata accompagnata dalla pubblicazione di un video musicale in cui viene proseguita la trama degli eventi dei video di Liquor e Zero.
Il video comincia proprio con il seguito della scena finale di Zero, in cui Chris irrompe con i suoi amici in un piccolo supermercato ballando tra gli scaffali del locale. Dopo essere uscito dal negozio e aver salutato i suoi amici, incamminandosi da solo verso casa, il cantante cade in una trappola inscenata da una ragazza sensuale e misteriosa che lo conduce all'interno di un edificio. Qui, attraverso un video proiettato su un maxi-schermo, un signore dall'aspetto malvagio rivela a Chris che la pasticca somministratagli dall'ammiratrice segreta (scena presente nel video di Liquor) conteneva dei poteri speciali e non i principi attivi di una droga. Al termine della proiezione, Chris è costretto a combattere contro degli individui inviati proprio dal misterioso personaggio del video. Al termine della lotta, il cantante riesce a sconfiggere tutti gli avversari.

## Classifiche
| Classifica (2015-16) | Posizione massima |
| -------------------- | ----------------- |
| Belgio (Vallonia)    | 53                |
| Paesi Bassi          | 97                |
| Regno Unito          | 76                |
| Stati Uniti          | 113               |